# Eptingen (Adelsgeschlecht)

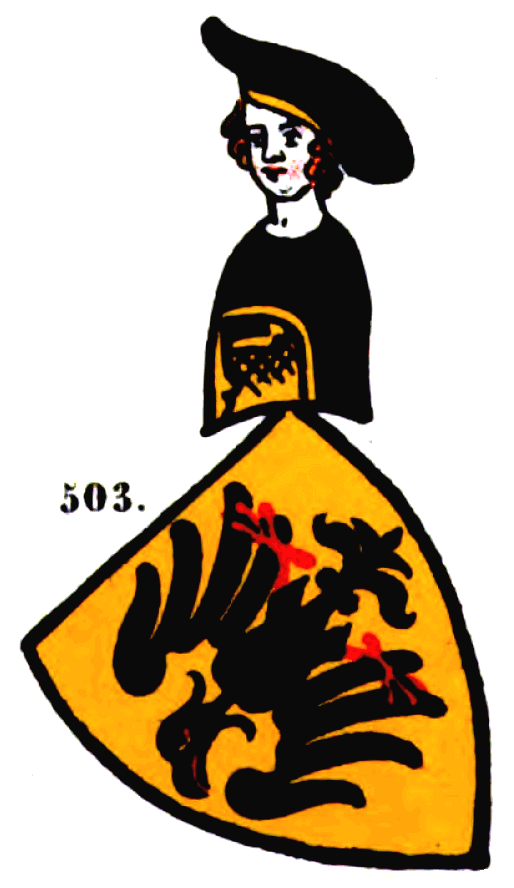
Wappen derer von Eptingen in der Zürcher Wappenrolle

Die Herren von Eptingen waren ein Adelsgeschlecht im ehemaligen Sisgau im Gebiet der heutigen Nordwestschweiz.

## Geschichte
Bereits in der zweiten Generation nach ihrer ersten urkundlichen Erwähnung im Jahr 1189 teilte sich die Familie um 1260 bis 1270 in zwei Hauptstämme: Die Herren von Eptingen zu Pratteln und die Herren von Eptingen zu Blochmont im Elsass. Sie verliessen ihre Stammburgen in Eptingen und entwickelten sich weiter.
Die Herren von Eptingen zu Pratteln teilten sich ihrerseits in die Familienstämme zu Madeln und zu Pratteln. Die zu Madeln wohnten auf dem Madlenberg, auch Adler genannt, mit einem schwarzen Horn und weissen Adlerfedern als Wappen. Die Herren von Eptingen zu Pratteln hingegen bewohnten das Weiherschloss Pratteln und führten einen aufrechtstehenden, nach links gewendeten bekrönten Adlerrumpf als Wappen.
Die Herren von Eptingen zu Pratteln entwickelten zahlreiche Nebenlinien, die sich nach ihren jeweiligen Wappenkriegern benannten. Über 30 Eptinger-Familienzweige sind im Wappenbuch des Baslers Konrad Schnitt aus dem frühen 16. Jahrhundert dokumentiert. Trotz der Vielfalt der Nebenlinien war das Wappenschild derer von Eptingen immer dasselbe: Ein nach links fliegender schwarzer Adler mit roter Zunge und Fängen auf goldenem Grund.

## Wohnsitze

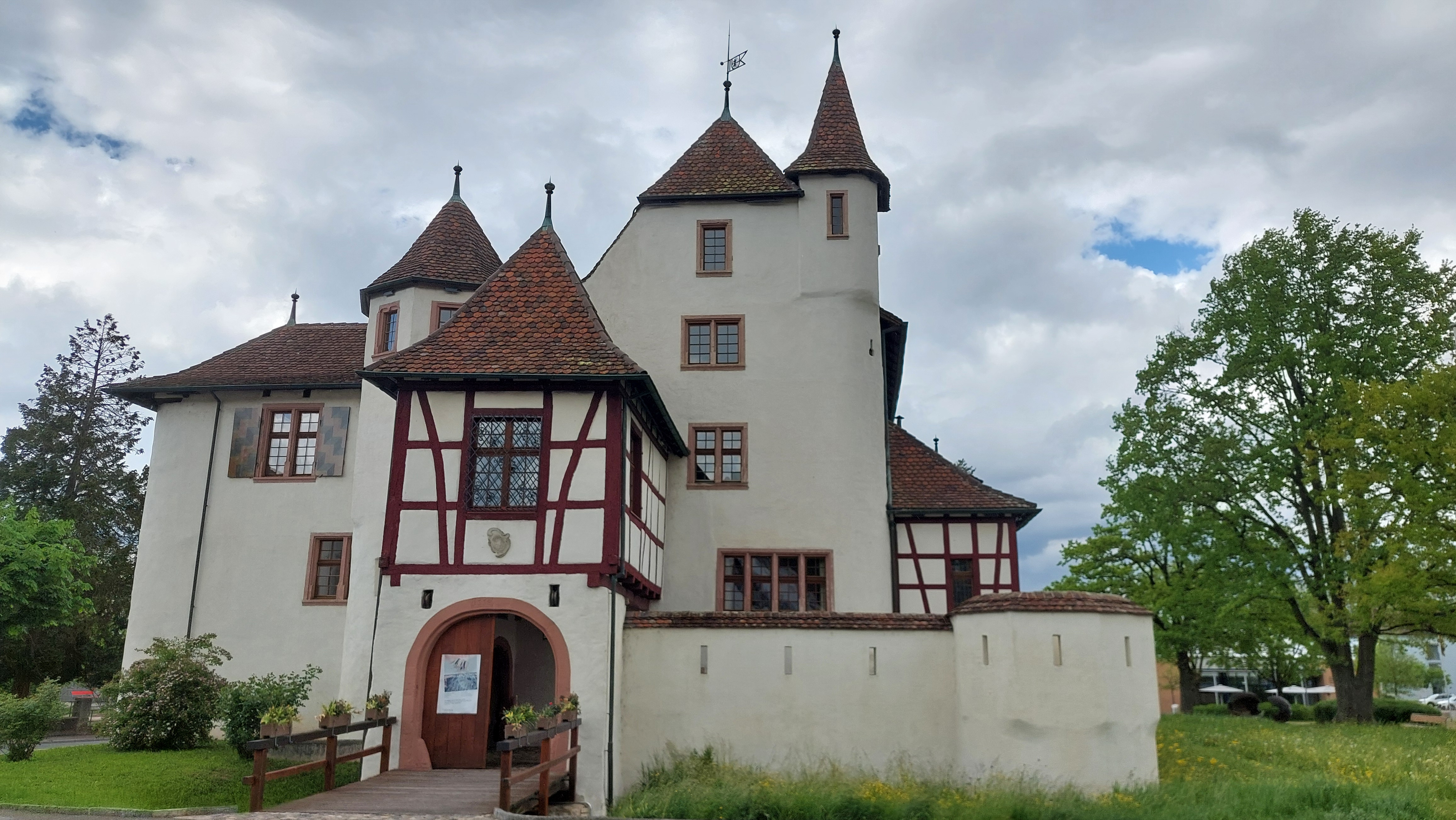
Weiherschloss Pratteln (2024)

Um das Jahr 1275 errichteten die Herren von Eptingen zu Pratteln die Madlenburg auf dem Madlenberg sowie das Schloss Pratteln. Beide Burgen wurden beim Erdbeben von 1356 zerstört, jedoch wurde nur das Schloss Pratteln wieder aufgebaut. Im Verlauf der Geschichte erlitt das Schloss mehrfach schwere Schäden. 1384 wurde es während einer Auseinandersetzung von den Baslern heimgesucht. 1468 erlitt es im Konflikt mit den Solothurnern im Sundgauerkrieg weitere Zerstörungen. Zusätzlich trugen interne Streitigkeiten und finanzielle Probleme der Familie dazu bei, dass die Dynastie schliesslich ihren Niedergang erlebte. Als Konsequenz wurde das Schloss im Jahr 1521 an die Stadt Basel verkauft.

## Herkunft
Eine Theorie besagt, dass die Herren von Eptingen Nachkommen der alamannischen Krieger-Oberschicht aus Eptingen sind. Als die ersten Siedler hätten sie eine bedeutende Rolle in der Region gespielt. Ferner wird vermutet, dass Eptingen als sogenannter ingen-Ort eine alamannische Gründung aus dem 5. oder 6. Jahrhundert ist. Danach wäre der Ort bereits seit langem besiedelt gewesen und könnte eine wichtige Rolle in der alamannischen Geschichte gespielt haben.
Eine weitere Theorie besagt, dass die Herren von Eptingen als Ministerialen oder Dienstleute der Herzöge von Zähringen aus dem Lothringischen stammen. Danach könnten die Herren von Eptingen eine wichtige politische oder militärische Rolle in der Region gespielt haben, insbesondere während der Zeit um 1150, als die Herzöge von Zähringen aktiv waren.
Eine weitere Möglichkeit wäre, dass die Herren von Eptingen Nachkommen der Herren von Staufen sind, die ihren Namen in Eptingen geändert haben. Danach wären die Herren von Eptingen möglicherweise Verwandte oder Günstlinge der Habsburger gewesen und hätten eine enge Beziehung zu dieser mächtigen Familie gepflegt.

## Herrschaft und Verflechtungen
Im Jahr 1464 erwarb Hans Bernhard von Eptingen, der Sohn von Rudolf und Dorfherr von Pratteln, den gesamten Anteil der Herrschaft Pratteln und wurde alleiniger Besitzer des Dorfes. 1521 verkaufte die Familie die Herrschaft Pratteln mit den beiden Schlössern an die Stadt Basel, und Pratteln wurde Untertanengebiet der Stadt.
Die von Eptingen zu Pratteln waren treue Gefolgsleute der Habsburger und spielten eine bedeutende Rolle in den Auseinandersetzungen zwischen dem Basler Adel und dem Basler Bischof. Wegen ihrer loyalen Unterstützung wurden sie mehrmals von der Stadt Basel verbannt, kehrten jedoch nach dem Eingreifen der Habsburger triumphierend zurück.

## Bedeutende Persönlichkeiten
Ein zentraler Protagonist ist Hans Bernhard von Eptingen, der Prattler Dorfherr, der Pratteln zu einer autonomen Grundherrschaft entwickeln wollte. Er erlangte bedeutende Privilegien, darunter das Recht auf Blutgerichtsbarkeit und Steuerfreiheit für Pratteln. Hans Bernhard von Eptingen strebte auch die Ernennung zum Ritter an und begab sich auf eine Pilgerreise, um diese zu erreichen. Seine Bemühungen wurden belohnt, und er erhielt den Goldenen Orden der Zyprischen Ritterschaft.
Ein weiterer bedeutender Vertreter der Familie war Hermann von Eptingen, der Herr zu Blochmont und Landvogt in den österreichischen Vorlanden. Er war ein entscheidender Akteur in den Burgunderkriegen und siegte in der Schlacht bei Grandson, wo er die schweizerischen Freiheiten verteidigte.

## Wappen
Blasonierung des Freiherrenwappens: In Gold ein schwarzer Adler überzwerch gestellt. Auf dem gekrönten Helm ein aus 10 (1:2:3:4) schwarzen Pfauenfedern mit je einem goldenen Herzen statt des Spiegels belegter, gebildeter Wedel. Die Helmdecken sind schwarz, belegt mit goldenen Herzen.
Zusätzlich sind eine Vielzahl alternativer Helmzieren überliefert:

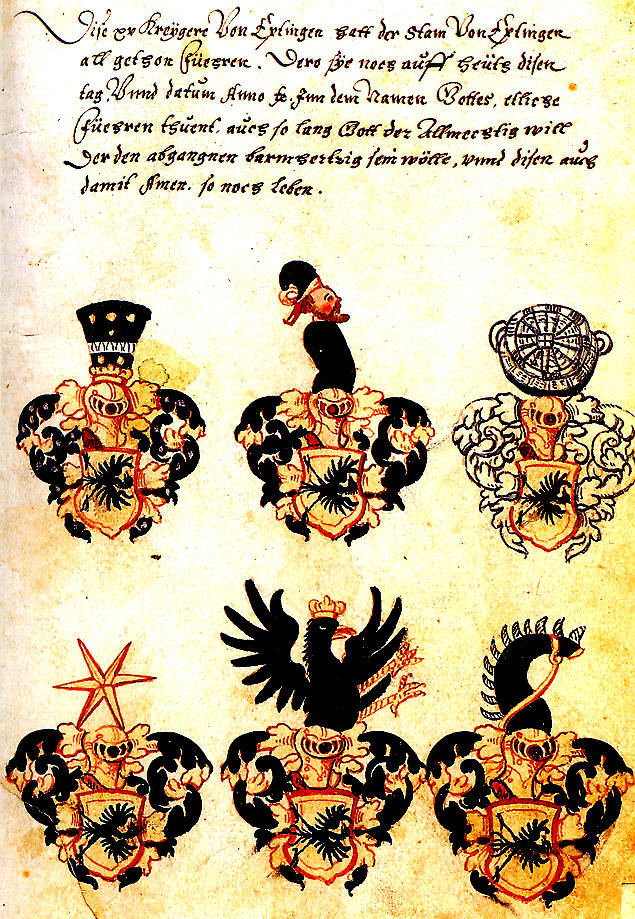
Wappen derer von Eptingen mit alternativer Helmzier (1)
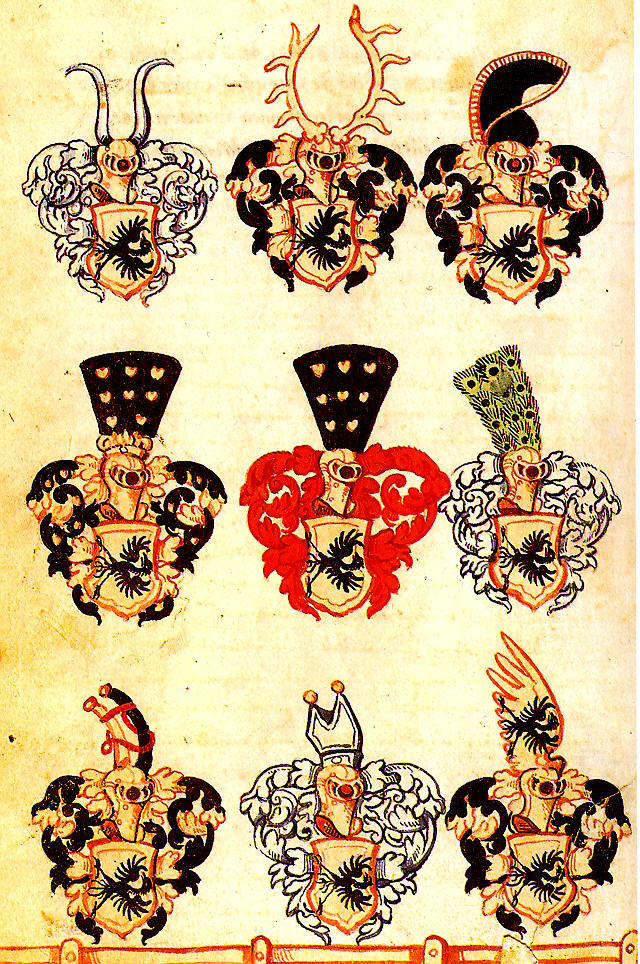
Wappen derer von Eptingen mit alternativer Helmzier (2)
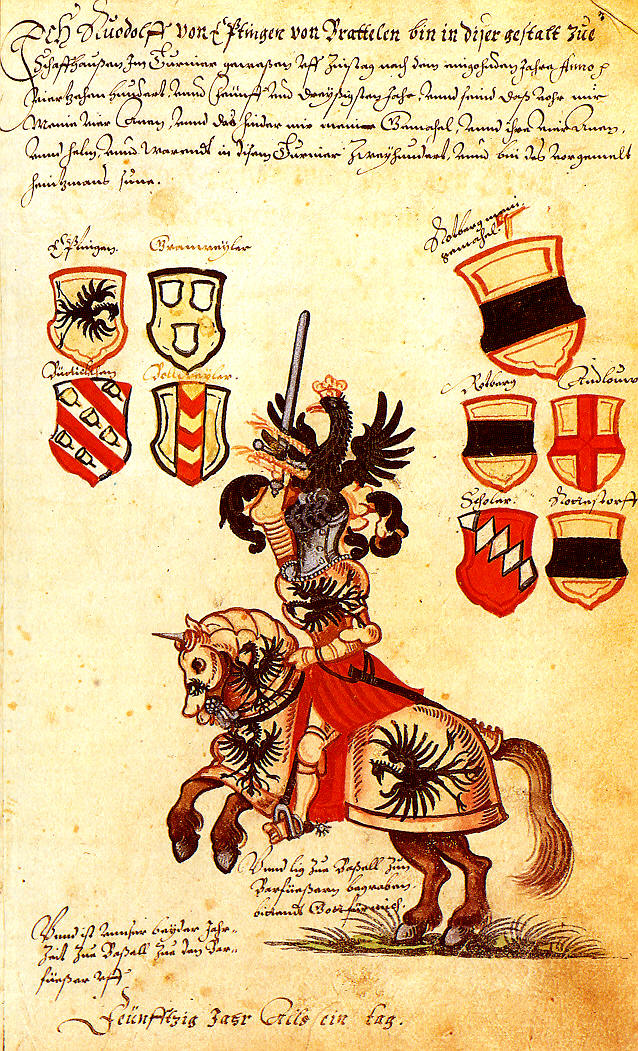
Herren von Eptingen
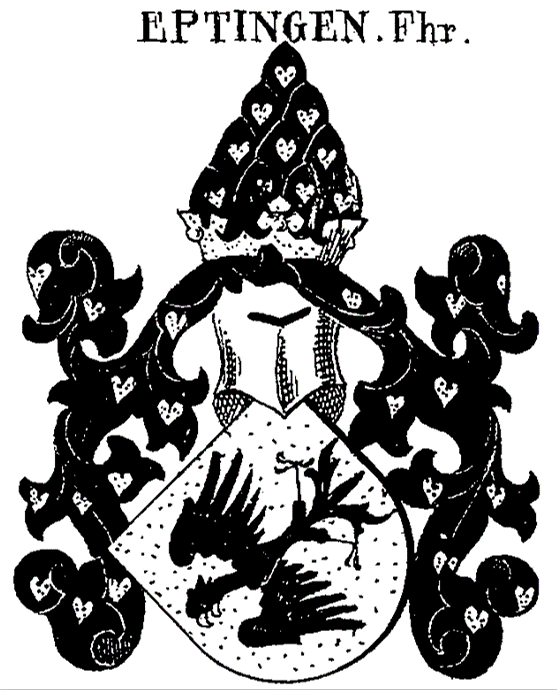
Wappen der Freiherren von Eptingen in Siebmachers Wappenbuch
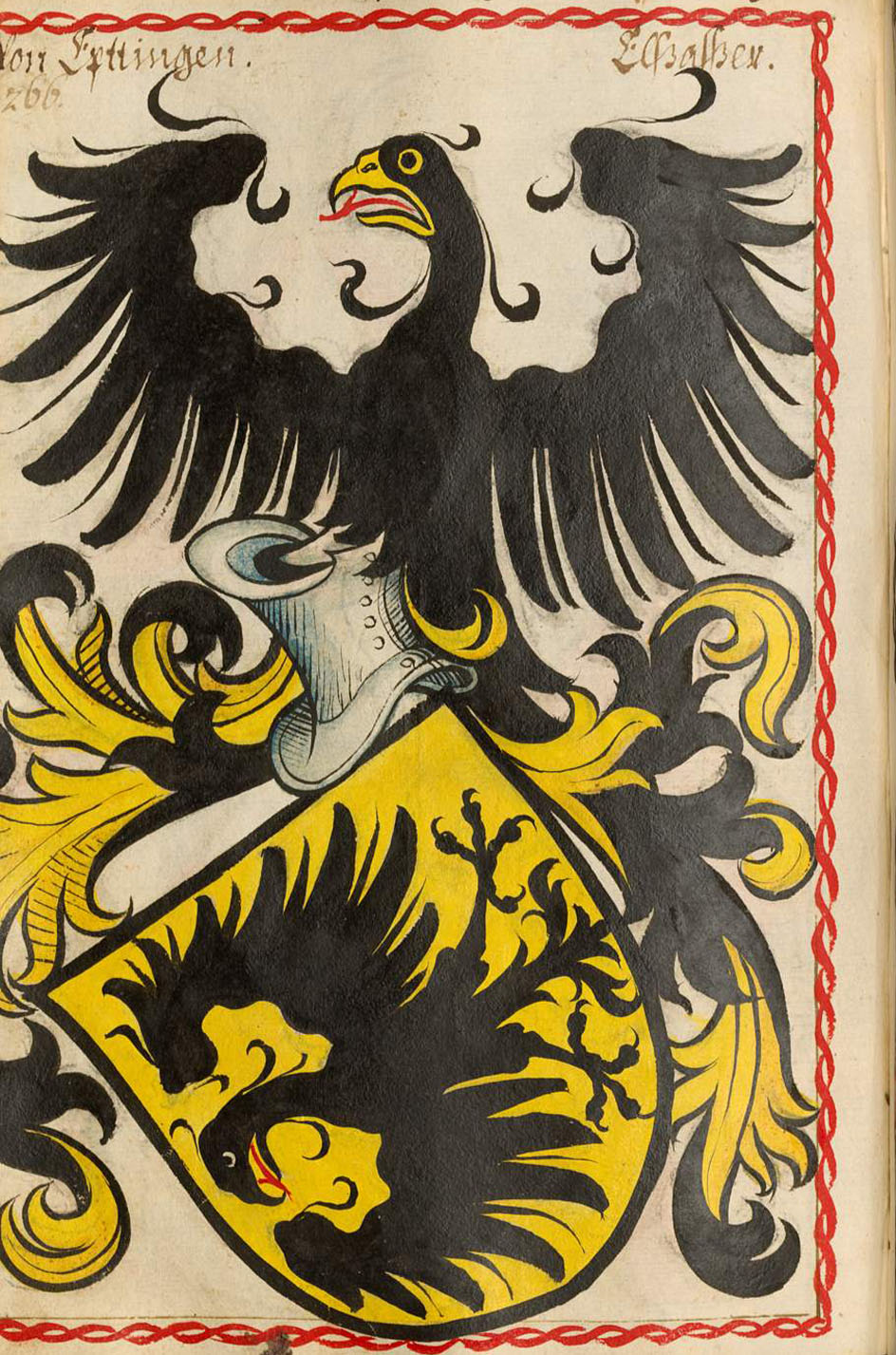
Wappen derer von Eptingen im Scheiblerschen Wappenbuch

In der Schlachtkapelle Sempach finden sich mehrere Wappen derer von Eptingen. In der Schlacht bei Sempach 1386 sollen fünf Familienmitglieder getötet worden sein.

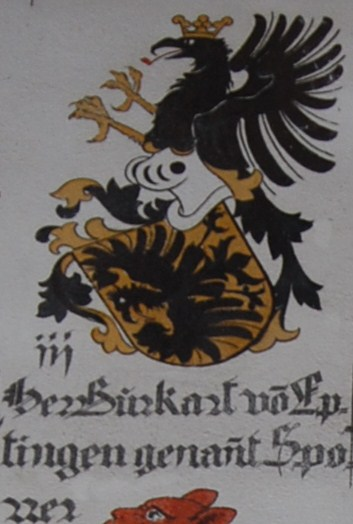
Wappen des Burhart von Eptingen
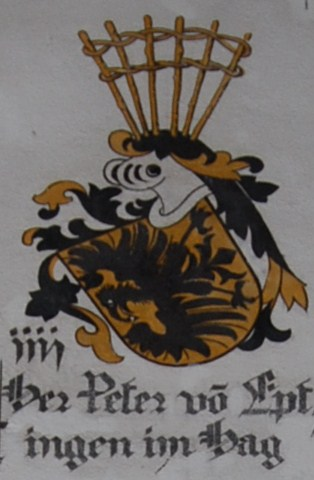
Wappen des Peter von Eptingen
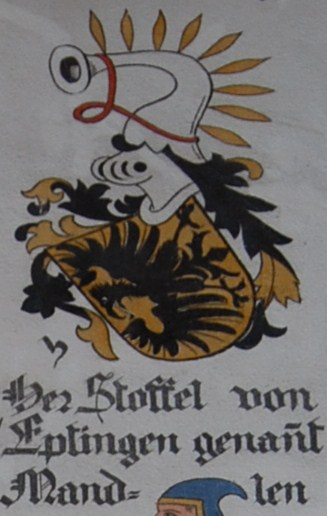
Wappen des Stoffel von Eptingen

Das Wappen der Herren von Eptingen wurde von den Gemeinden Eptingen und Pratteln als Wappen angenommen.

Wappen der Gemeinde Eptingen
Wappen der Gemeinde Pratteln